# サマーラ地下鉄

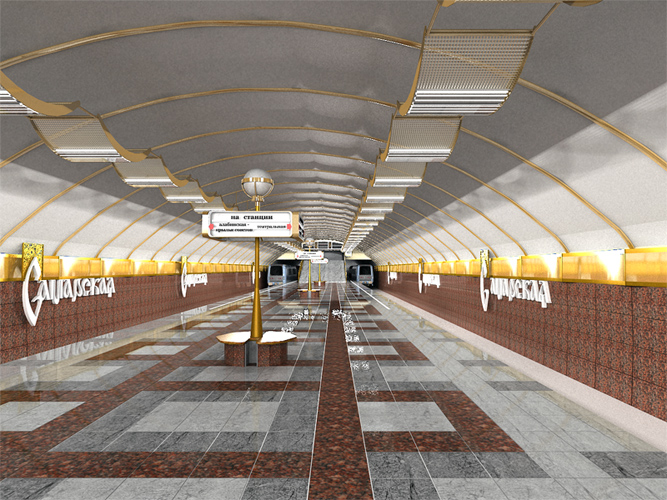
サマルスカヤ駅

サマーラ地下鉄（ロシア語:Самарский метрополитен）は、ロシア連邦のサマーラにおいて運営中の地下鉄である。1991年1月まではクイビシェフ地下鉄（Куйбышевский метрополитен）と呼ばれた。

## 概要
サマーラ（クイビシェフ）の街はサマーラ川とヴォルガ川の合流点に位置して交通の要所として栄え、1970年代にはソ連の地下鉄建設基準である人口100万人を突破した。最初の区間は4駅・4.5kmから成り、1980年に着工され1987年に開業した。しかし、ソ連国内の他都市の地下鉄と比べて低規格の路線として建設されたため乗客の積み残しが発生する事態に至る。その後はソビエト連邦の崩壊による経済的混乱により建設が遅れながらも1992-93年には3駅、2002・07・15年に各1駅ずつ延伸され現在に至る。

## 路線
2016年現在、ユンゴロドク(Юнгородок)駅 - アラビンスカヤ(Алабинская)駅間を結ぶ1路線から成り、現在も延伸が続いている。
| 区間                                                           | 開業           | 距離    |
| -------------------------------------------------------------- | -------------- | ------- |
| ユンゴロドク駅(Юнгородок) - ポベダ駅(Победа)                   | 1987年12月26日 | 4.5 km  |
| ポベダ駅(Победа) - ソヴィエツカヤ駅(Советская)                 | 1992年12月31日 | 1.6 km  |
| ソヴィエツカヤ駅(Советская) - スポルチヴナヤ駅(Спортивная)     | 1993年3月25日  | 1.4 km  |
| スポルチヴナヤ駅(Спортивная) - ガガーリンスカヤ駅(Гагаринская) | 1993年12月30日 | 1.5 km  |
| ガガーリンスカヤ駅(Гагаринская) - モスコフスカヤ駅(Московская) | 2002年12月12日 | 1.3 km  |
| モスコフスカヤ駅(Московская) - ロシースカヤ駅(Российская)      | 2007年12月26日 | 1.1 km  |
| ロシースカヤ駅(Российская) - アラビンスカヤ駅(Алабинская)      | 2015年2月1日   | 1.3 km  |
| 合計10駅                                                       | 合計10駅       | 12.7 km |

## 参照
1. ↑  http://metrosamara.ru/about/scheme/
2. ↑  上図で挙がっている8駅に加え、開業時の区間であるユンゴロドク駅(Юнгородок)駅とポベダ駅(Победа)駅の間に、キーロフスカヤ駅(Кировская)駅とベジーミャンカ駅(Безымянка)がある。